# Corythosaurus
Corythosaurus is een geslacht van uitgestorven plantenetende ornithischische dinosauriërs, behorend tot de Euornithopoda, dat tijdens het Laat-Krijt leefde in het gebied van het huidige Noord-Amerika.

## Vondst en naamgeving

### Corythosaurus casuarius
In de zomer van 1911 zakte de fossielenjager Barnum Brown samen met zijn assistent Peter Kaisen op een vlot de Red Deer River in Alberta af, een rivier in Canada die zeer rijke fossielhoudende lagen doorsnijdt. Talrijke dinosauriërskeletten werden door de twee geborgen en via het vlot vervoerd. De buit was zo groot dat bij de Berry Creek een fossiel van een hadrosauriër slechts gemarkeerd werd met de bedoeling het later op te graven. In september 1912 bezocht men de locatie weer, samen met George Olsen, en op de vindplaats bleek een uitzonderlijk goed geconserveerd skelet aanwezig waarvan de zachte delen nog als indrukken in de omringende klei te vinden waren.
De typesoort Corythosaurus casuarius werd in 1914 door Brown benoemd en beschreven, op basis van de schedel. De geslachtsnaam verwijst naar de schedelkam: een κόρυς, genitief κόρυθος, korys, is in het Grieks een gewelfde 'Korinthische helm'. Ook de soortaanduiding staat hiermee in verband: de kasuaris heeft ook zo een helm op zijn hoofd.

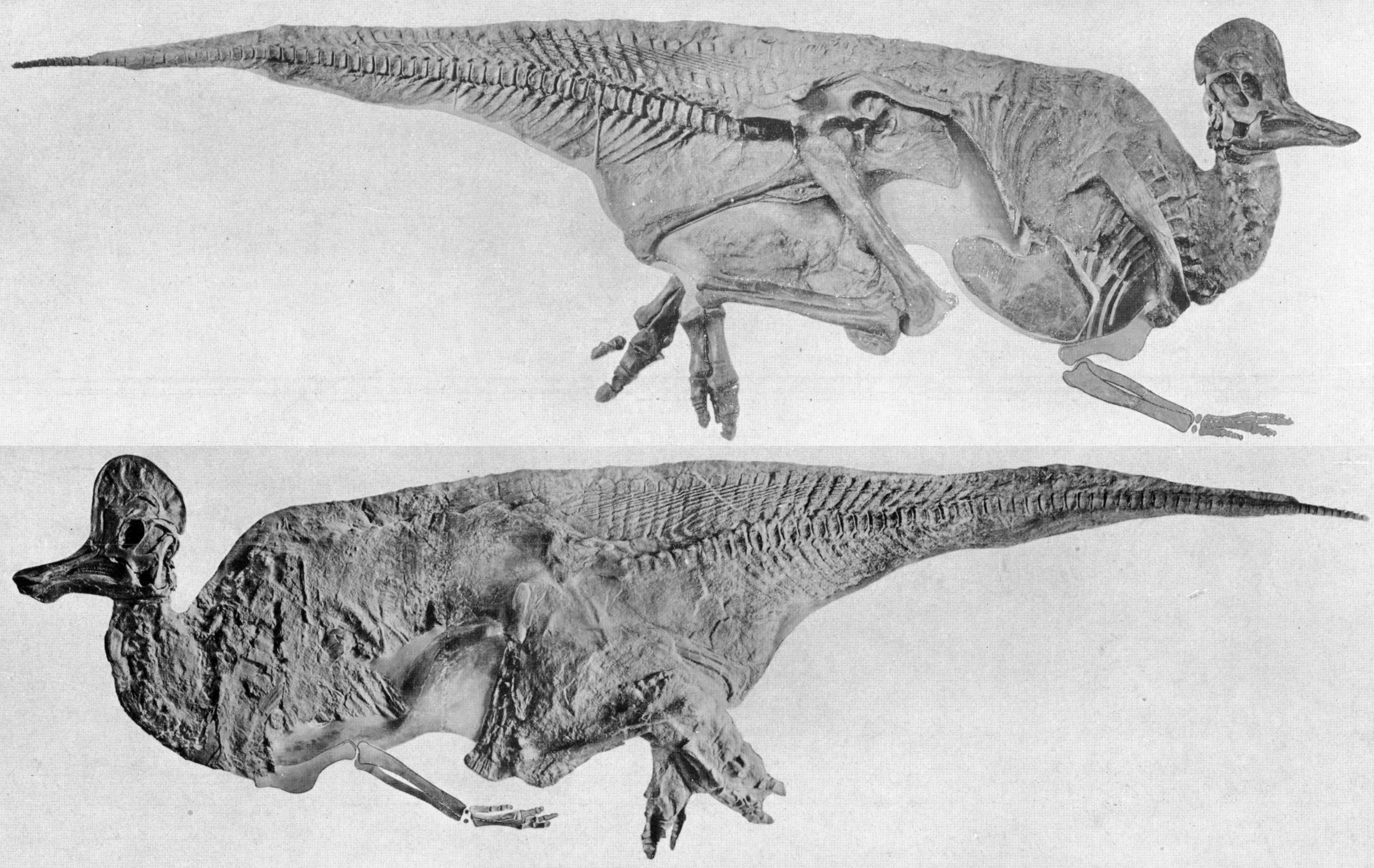
De "mummie" van het holotype van Corythosaurus

Het holotype AMNH 5240 is gevonden in een laag van de Dinosaur Park Formation die dateert uit het Campanien. Het bestaat uit een vrijwel volledig skelet met schedel en onderkaken. Alleen het achterste stuk van de staart en delen van de voorpoten ontbraken. Op vrijwel de hele linkerkant van het lichaam waren huidafdrukken zichtbaar. Het fossiel was wel wat platgedrukt.
Het gebied werd in dezelfde jaren onderzocht door de familie Sternberg die de truc hadden bedacht om vlotten te gebruiken in plaats van een moeizaam vervoer met paard-en-wagen. Vader Charles Hazelius Sternberg vond in 1912 nog eens twee tamelijk volledige skeletten van Corythosaurus, opnieuw inclusief huidafdrukken. Deze verkocht hij in 1916 aan Arthur Smith Woodward van het British Museum of Natural History in Londen. Ze zouden echter verloren gaan toen het vrachtschip waarmee ze naar Engeland verscheept werden, de SS Mount Temple, op 6 december gekelderd werd door de Duitse raider SMS Möwe. Een specimen dat niet verloren ging, was GSC 8532, een schedel door Charles Hazelius Sternberg in 1915 bij Jenner opgegraven. Het verlies van de grotere skeletten werd zeer door hem betreurd en in verschillende publicaties noemde hij ze als de meest complete fossielen die ooit door hem waren ontdekt. Vermoedelijk overdreef hij daarin echter wat; uit zijn eigen notities blijkt dat ze minder gaaf waren dan het holotype.
Ondertussen hadden Brown en Kaisen in 1914 nog een exemplaar gevonden, AMNH 5338, en in 1916 beschreef Brown, nadat Otto Falkenbach beide specimina had geprepareerd, mede op basis hiervan ook de postcrania, de delen achter de schedel. AMNH 5338 wordt daarom wel in de literatuur als het plesiotype vermeld, het specimen waarmee de beschrijving is uitgebreid.

### Andere soorten en geslachten

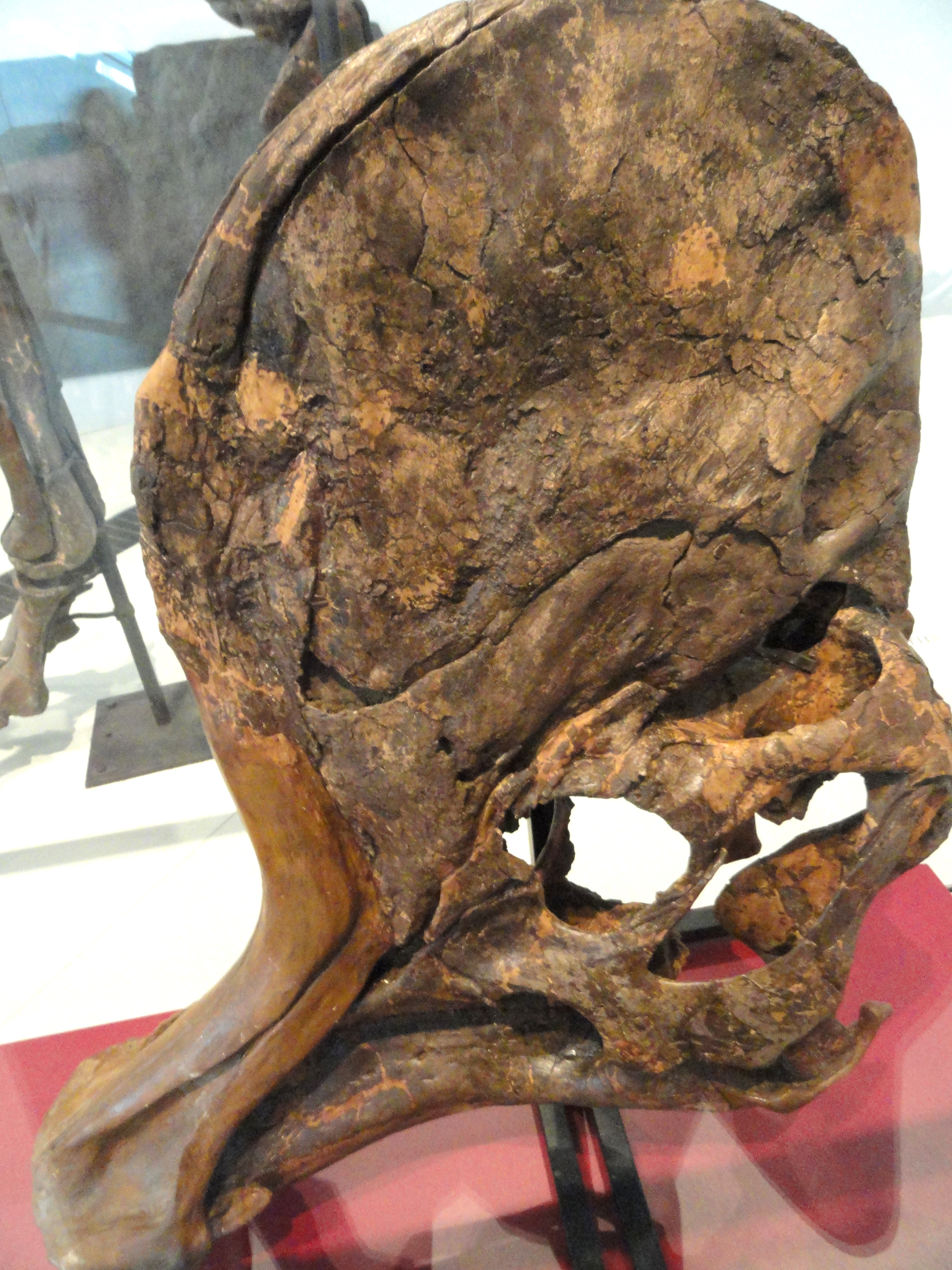
ROM 871

In 1920 vond Levi Sternberg bij Happy Jack Ferry een schedel, specimen ROM 776 (eerder ROM 4670), die in 1923 door William Arthur Parks werd hernoemd als een tweede soort: Corythosaurus intermedius, nadat hij het eerder dat jaar had benoemd als een Stephanosaurus intermedius. De soortaanduiding verwijst naar de vermeende tussenliggende evolutionaire positie ten opzichte van Lambeosaurus. Het paratype was ROM 4671 (later ROM 777), een skelet gevonden in 1919. Andere specimina werden aan deze soort toegewezen: ROM 5505 (later ROM 845), een skelet in 1919 door Levi Sternberg gevonden; en GSC 8704 (later ROM 8704), een door Charles Mortram Sternberg in 1919 bij Little Sandhill Creek opgegraven skelet. Ook in 1920 ontdekte George Fryer Sternberg bij de Sand Creek een specimen, UA 13 bestaande uit de bovenkant van een schedel, dat in 1923 door Charles Whitney Gilmore zou worden benoemd als Corythosaurus excavatus, 'de uitgeholde'. Later zou Gilmore hier ook specimen 8676 aan toewijzen, een schedel met voorkant van een skelet. In 1927 groef Levi Sternberg bij de Sand Creek een klein exemplaar op, ROM 759 (eerder GSC 3578). In 1931 werd dit door Parks benoemd als een apart geslacht en soort: Tetragonosaurus erectofrons, de 'vierhoekssauriër met het recht omhoog staande voorhoofd'. Daaraan werden ook specimina AMNH 5461, een schedel met skelet, en AMNH 5469, een skelet zonder schedel, toegewezen. In 1928 ontdekte Charles Mortram Sternberg bij de Berry Creek nog een klein individu, NMC 8633. In 1935 benoemde hij dat als een volgende soort van Tetragonosaurus: Tetragonosaurus cranibrevis, 'met de korte schedel'. Hetzelfde jaar benoemde Parks nog eens drie soorten van Corythosaurus. Om te beginnen was dat Corythosaurus bicristatus, 'met de dubbele kam', gebaseerd op specimen ROM 868, een schedel door Levi Sternberg in 1933 gevonden bij Steveville. De tweede was Corythosaurus brevicristatus, 'met de korte kam', gebaseerd op specimen ROM 870 (eerder ROM 5856), een schedel door L. Sternberg op dezelfde locatie opgegraven in 1934. De laatste was Corythosaurus frontalis, gebaseerd op ROM 5853, een schedel met weer dezelfde herkomst. L. Sternberg vond aldaar in 1934 ook een schedel, ROM 5857 (later ROM 871), die aan C. casuarius werd toegewezen. In 1942 bracht Richard Swann Lull de tetragonosaurussoorten onder bij Procheneosaurus.

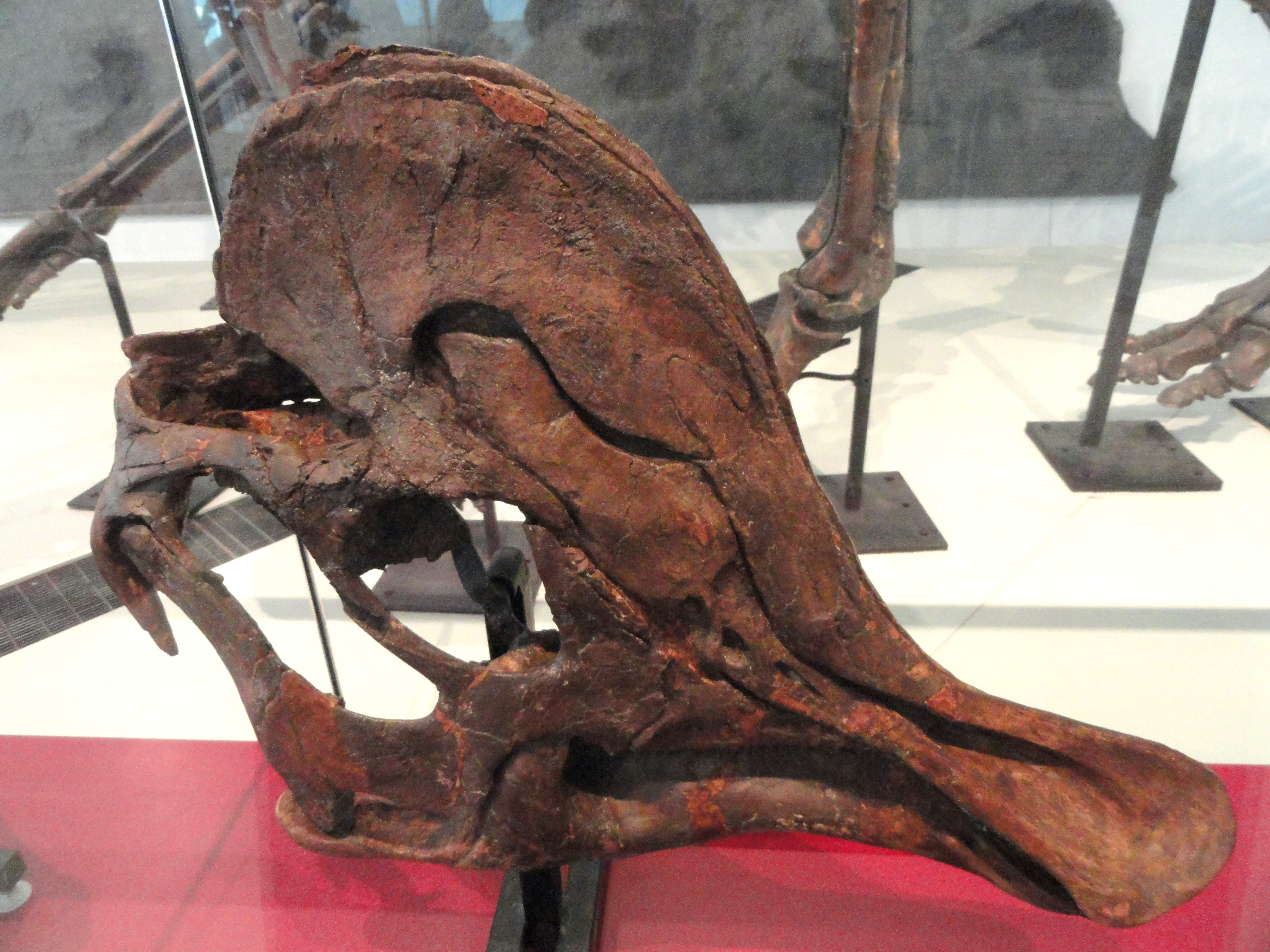
ROM 870, het holotype van C. brevicristatus, in feite een jongvolwassen exemplaar van C. casuarius

De vondsten waarop de verschillende soorten waren gebaseerd, kwamen allemaal ruwweg uit hetzelfde gebied en uit dezelfde aardlagen. In 1975 trok Peter Dodson de naar moderne inzichten voor de hand liggende conclusie dat het allemaal exemplaren waren van Corythosaurus casuarius, slechts van elkaar verschillend in rijping en sekse, waardoor ook de kamvorm varieerde. C. excavatus bijvoorbeeld zou een wijfje zijn en de tetragonosaurus/procheneosaurussoorten zouden jongen betreffen. Hij wees het totale materiaal aan de typesoort toe. Latere onderzoekers zijn hier grotendeels in meegegaan. Sommige denken echter dat C. intermedius, door Dodson ook als een wijfje beschouwd, toch een aparte soort is. C. casuarius wordt aangetroffen in de bovenste Oldmanformatie en de onderste Dinosaur Park Formation, van 77 tot 75,9 miljoen jaar geleden. C. intermedius sluit daar op aan met een datering van 75,8 tot 75,7 miljoen jaar geleden. De soort vertegenwoordigt echter niet simpelweg het laatste bekende voorkomen van C. casuarius want de bouw van de verschillende uit die tijdshorizon gevonden skeletten is iets anders, met een hogere en in zijaanzicht smallere kam. Dit zou een geval kunnen zijn van anagenese, de geleidelijke evolutie binnen een populatie — en dan is het een kwestie van persoonlijke voorkeur of men van één of twee soorten wil spreken. Het kan echter natuurlijk ook zijn dat zich juist rond 75,8 miljoen jaar geleden een splitsing voordeed zodat het zorgvuldiger is voorlopig het bestaan van twee soorten aan te nemen. Tetragonosaurus cranibrevis zou dan het jong kunnen zijn van Corythosaurus intermedius.
In 1987 hernoemde Gregory S. Paul Corythosaurus casuarius in een Hypacrosaurus casuarius gezien de nauwe verwantschap met dat geslacht. Hoewel hij deze combinatie in 2010 zou herhalen, en er een Hypacrosaurus intermedius aan toevoegen, is hij hierin door niemand gevolgd.
In 1995 hernoemde Lew Nesow Procheneosaurus convincens Rozhdestvensky 1968, gebaseerd op PIN 2230, een jonge lambeosaurine uit Kazachstan, in een Corythosaurus convincens. Ook dit heeft geen navolging gevonden.

### Soortenlijst
De ingewikkelde naamgevingsgeschiedenis kan worden samengevat in een soortenlijst.
- Corythosaurus casuarius Brown 1914: typesoort van Corythosaurus; = Hypacrosaurus casuarius (Brown 1914) Paul 1987
- Corythosaurus intermedius (Parks 1923) Parks 1923: misschien geldige soort, misschien jonger synoniem van C. casuarius; = Stephanosaurus intermedius Parks 1923; = Hypacrosaurus intermedius (Parks 1923) Paul 2010
- Corythosaurus excavatus Gilmore 1923: jonger synoniem van C. casuarius
- Tetragonosaurus erectofrons Parks 1931: jonger synoniem van C. casuarius; = Procheneosaurus erectofrons (Parks 1931) Lull & Wright 1942
- Tetragonosaurus cranibrevis Sternberg 1935: misschien jonger synoniem van C. casuarius, misschien jonger synoniem van C. intermedius; = Procheneosaurus cranibrevis (Sternberg 1935) Lull & Wright 1942
- Corythosaurus bicristatus Parks 1935: jonger synoniem van C. casuarius
- Corythosaurus brevicristatus Parks 1935: jonger synoniem van C. casuarius
- Corythosaurus frontalis Parks 1935: jonger synoniem van C. casuarius
- Corythosaurus convincens (Rozhdestvensky 1968) Nesov 1995: = Procheneosaurus convincens Rozhdestvensky 1968, non Corythosaurus

### Latere vondsten
Het toewijzen van de meeste taxa aan C. casuarius deed het bekende materiaal van die soort enorm toenemen. Dit werd nog aanzienlijk versterkt doordat de rijke lagen steeds weer nieuwe fossielen voortbrachten. In 1942 meldde Lull de vondst bij Jenner van een schedel, specimen RTMP 84.121.1 (eerder CMN 8532) en bij Steveville van een skelet, specimen SDNHM 2989. In 1946 beschreef Gilmore postuum USNM 15493, een achterkant van een skelet met huidafdrukken, gevonden bij Steveville. Na de Tweede Wereldoorlog lag het onderzoek een tijdlang vrijwel stil, maar tegen de jaren zeventig kwamen de opgravingen weer op gang. In 1972 werd bij Newell County een schedel gemeld, ROM 1933. In 1986 en 1990 werden uit Newell County verschillende specimina gemeld: ROM 1947, een skelet met schedel; RTMP 79.8.220, een bovenkaaksbeen; RTMP 80.23.4, een skelet met schedel; RTMP 80.40.1, een bijna volledig skelet met maaginhoud dat in 1995 apart beschreven zou worden; en RTMP 82.37.1, een skelet met schedel. In 2002 werden uit Newell vier jongen gemeld: RTMP 82.37.01, RTMP 84.121.01, RTMP 97.12.232 en CMN 34825. In 2005 werd aangegeven dat in hetzelfde gebied nog eens drie skeletten gevonden waren. Ook de streek rond Steveville bleef productief: in 1981 werd daar ROM 5856 gemeld, een skelet zonder schedel en eerdere vondsten konden aan C. casuarius worden toegewezen: CM 11375: een schedeldak; CM 11376: een onderkaak; en CM 11377: een opperarmbeen.
Daarnaast zijn er fossielen die wellicht aan C. intermedius toebehoren. In 1942 beschreef Lull een skelet met schedel, specimen CMN 8503. Schedels UA 19, 20 en 21 hebben dezelfde vorm.
Als we alle vondsten bij elkaar nemen, waaronder een kleine dertig schedels, is het volledige skelet in al zijn elementen bekend.

## Beschrijving

### Grootte
Oudere schattingen gaven een vrij forse omvang voor Corythosaurus. Lull schatte in 1942 de lichaamslengte op 9,4 meter, David Bruce Norman in 1984 op tien meter. Een gewichtsschatting van Edwin Harris Colbert uit 1962 kwam uit op 3,82 ton. Dit werd echter gemeten door een speelgoedmodel in water onder te dompelen, een weinig betrouwbare methode. Paul kwam in 2010 uit op een wat kleiner formaat. C. casuarius schatte hij op een lengte van acht meter en een gewicht van 2,8 ton. C. intermedius was volgens hem een slagje kleiner, zevenhonderdzeventig centimeter lang en 2,5 ton zwaar. Dit komt aardig overeen met een schatting van Frank Seebacher uit 2001 die de inhoud berekende door de lengte van een exemplaar op te meten, met korte intervallen de schijnbare hoogte op een getekend profiel van het skelet te bepalen en ervan uit te gaan dat de doorsneden een ovale vorm hadden. Specimen AMNH 5240 had een lengte van achthonderdtien centimeter en dit leverde een gewicht op van 3.078.500 gram.

### Onderscheidende kenmerken
Een moderne diagnose van Corythosaurus ontbreekt. De originele van Brown is sterk verouderd omdat hij de anatomie van de schedel slecht begreep en allerlei kenmerken opsomde die alle Lambeosaurinae gemeen hebben en die dus niet kunnen dienen om Corythosaurus te onderscheiden. C. intermedius onderscheidt zich behalve door de in zijaanzicht smallere schedelkam door een wat langgerekter schouderblad, onderarm en voet maar dat kan een gevolg zijn van een lagere leeftijd van de gevonden exemplaren. Een onderscheid met de naaste verwant Hypacrosaurus, die in jongere lagen gevonden is, bestaat in een lager uitlopen in de zijkant van de kam van de onderste tak van de praemaxilla; lagere en meer geleidelijk oplopende doornuitsteeksels van de ruggenwervels; en een lager en langer bekken.
David Evans vond in 2003 één autapomorfie, unieke afgeleide eigenschap. Het neusbeen heeft vooraan een gevorkte punt die de opgaande tak van de praemaxilla overlapt.

### Skelet

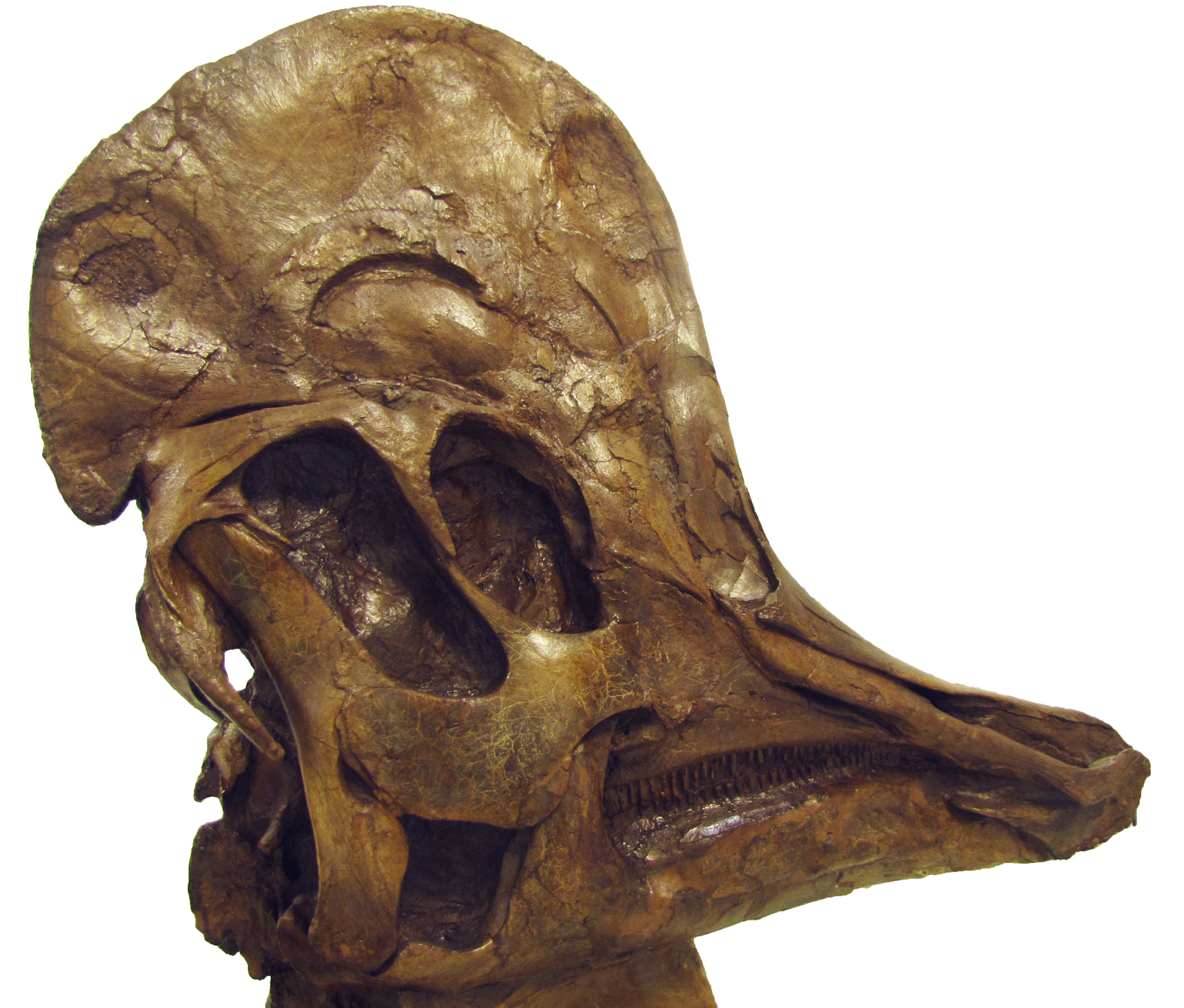
De schedel van het holotype stelde Brown voor grote interpretatieproblemen

#### Schedel en onderkaken
De schedel van Corythosaurus werd door Brown foutief geïnterpreteerd. Dat kwam doordat hij de vreemde transformaties van de schedelelementen tijdens de groei van de kam niet goed begreep, daarbij ook gehinderd door het feit dat het holotype platgedrukt was en allerlei rimpels slecht te onderscheiden waren van de beennaden die de echte grenzen tussen de schedelelmenten aanduidden. De snuit wordt gevormd door de praemaxillae die vooraan aflopen in een afhangende wat verbrede tandeloze kern van de hoornen bovensnavel. In de verbreding lijken twee neusgaten aanwezig te zijn en Brown nam daarom aan dat direct daarboven de neusbeenderen begonnen. In feite echter zijn de vermeende neusgaten slechts 'pseudonares'. De praemaxilla loopt ver naar achteren door en heeft aan de zijkant twee plooien die een voorste uitloper van de uitholling rond het echte benige neusgat omvatten. Het echte neusgat bevindt zich diep in de kam, wat Brown niet kon waarnemen omdat hij zijn fraaie exemplaren niet doormidden zaagde. De halfcirkelvormige kam bolt ver omhoog en de bovenste takken van de praemaxillae lopen tot op de top daarvan door. Omdat Brown dacht dat het om de neusbeenderen ging, identificeerde hij ook het achterdeel van de kam fout als bestaande uit de voorhoofdsbeenderen. In werkelijkheid zijn dit pas de neusbeenderen. De hele achterzijde van de kam, inclusief de uitstekende punt bij de grootste individuen, behoort hiertoe zodat Corythosaurus als het ware een dier is met de neus op de achterkant van de kop. Dit is echter maar zeer ten dele waar want de luchtkanalen, die ieder eerst nog een S-bocht maken, ontmoeten elkaar pas in een centrale kamer in het bovenstuk van het interne centrum die overeenkomt met de neusholte. Die kwam weer uit in een holte vóór de oogkassen en die stond weer in verbinding met de mondholte. De lussen en de verwijding van de kam naar achteren toe dienden wellicht om mee te toeteren, bijvoorbeeld om met soortgenoten te communiceren. De echte voorhoofdsbeenderen bevinden zich aan de achterzijde van de centrale kamer. Ze zijn van buitenaf niet van bezijden zichtbaar, alleen van achteren als je onder de kam doorkijkt. De praemaxilla heeft ook een onderste plooi die tot achter de oogkassen doorloopt en van de rest van de kam gescheiden wordt door een opvallende groeve. Deze plooi werd door Brown aangezien voor het prefrontale. Het echte prefrontale is een klein botje in de bovenrand van de oogkas.

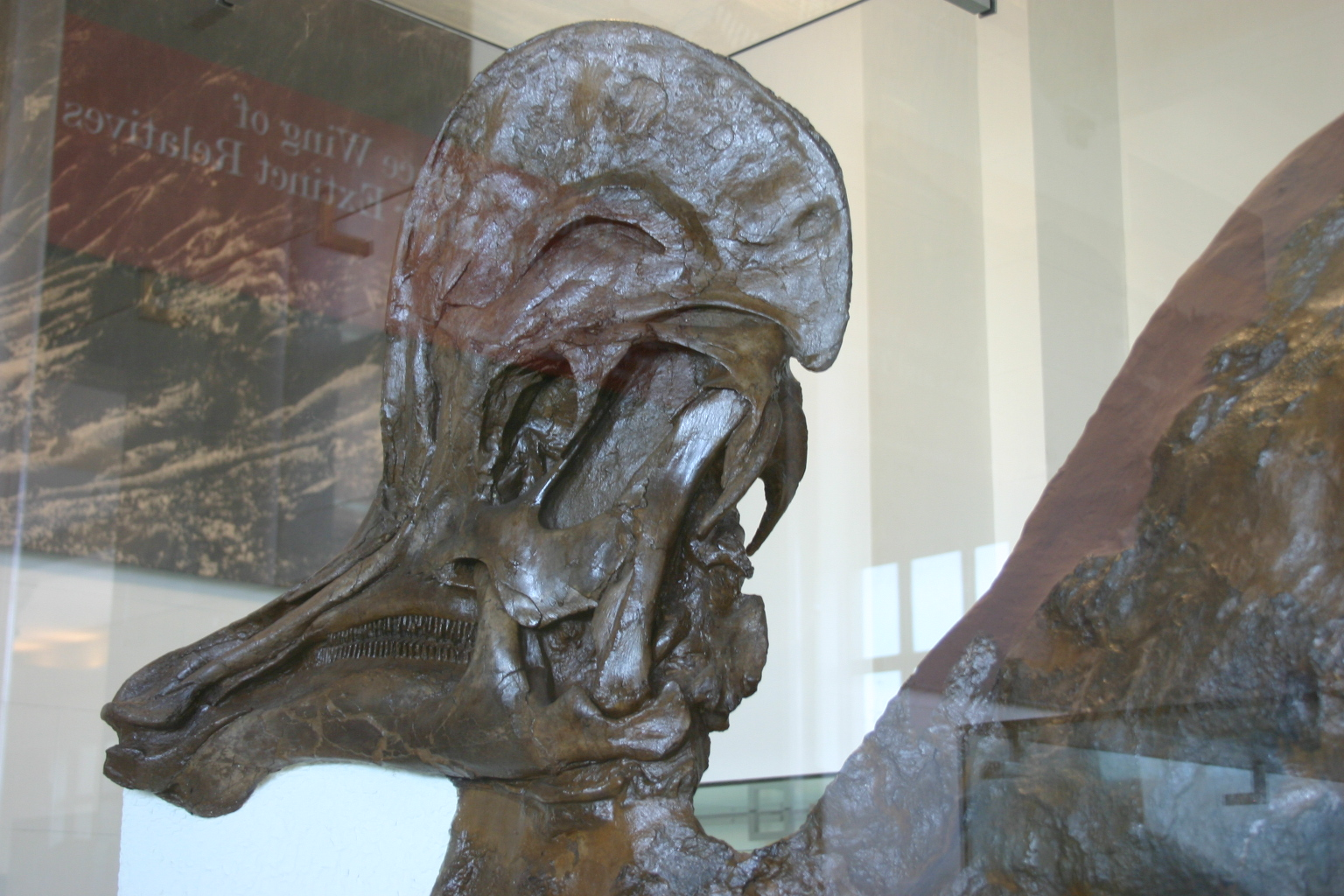
De kam geeft het holotype een indrukwekkend profiel; de linkerzijde van de romp is een "mummie"

De oogkas is peervormig, met de punt naar beneden gericht. Achter de oogkas ligt nog een schedelopening, een langgerekt onderste slaapvenster dat naar achteren helt. Aan de onderkant van beide openingen zit een stevig jukbeen. De achterkant van de schedel vernauwt zich in bovenaanzicht en is niet krachtig gevormd. Wel hangen lange quadrata ver naar beneden zodat de kaakgewrichten zeer laag gebracht worden. Op het achterhoofd bevinden zich nauw afhangende processus paroccipitales waarmee nekspieren de kop heen en weer konden bewegen.
In aansluiting op de lage kaakgewrichten hebben de onderkaken achteraan lange lage uitsteeksels. De lage positie van het kaakgewricht verhoogt de bijtkracht. De spieren die deze bijtkracht uitoefenen, met name de musculus capitimandibularis, zijn ten dele verbonden met een hoog coronoïde uitsteeksel dat een stuk verder naar voren op de onderkaak ligt. Het uitsteeksel is smal en zet zich naar boven tot onder het jukbeen door voor een goede hefboomwerking. De rest van de onderkaak is weer plat en langwerpig. Onder de snuit buigen beide onderkaken naar beneden en vormen zo een 'kin' waarop zich een scherp naar voren uitstekende gezamenlijk beenstuk bevindt, het predentarium dat de beenkern vormt van de hoornen ondersnavel.
Op de rechte stukken van het bovenkaaksbeen van de schedel en het dentarium van de onderkaak bevinden zich tanden, vierendertig à zesendertig tandposities per element. Dinosauriërs hadden geen kiezen. Sommige dinosauriërgroepen, zoals de Euornithopoda waartoe Corythosaurus behoort, ontwikkelden speciale aanpassingen aan het gebit om net als zoogdieren te kunnen kauwen. Corythosaurus heeft zogenaamde tandbatterijen in de kaken. Daarin staan de individuele tanden nauw aangesloten, een continue richel vormend die constant aan de bovenzijde afsleet zodat de batterij bovenaan uit een enkele snijrand bestaat. Om de slijtage te compenseren groeiden onderaan steeds weer nieuwe tanden aan, aan de binnenzijde van de oude tand. Verschillende rijen tanden zijn gelijktijdig aanwezig, meestal drie tot vijf, zodat hele kolommen gevormd worden. De kolommen van de onderkaken krommen naar buiten toe, die van de bovenkaken naar binnen. Hun gezamenlijke raakvlakken lopen daardoor schuin van de bovenste binnenkant naar de onderste buitenkant. Zo werken de tandrijen als scharen die plantenmateriaal kunnen verknippen. Ook kon er wat tussen gekauwd worden in zoverre de bovenkaaksbeenderen iets heen en weer konden bewegen ten opzichte van de rest van de schedel via een, bij Corythosaurus opvallend afgeronde, verbinding met het jukbeen. Omdat het aantal tanden per kolom varieert, wisselde het totaal per individu. Daarom geeft men meestal alleen de tandposities, het aantal kolommen. Dat laatste bedraagt dus ongeveer honderdveertig per kop, wat ruwweg vijfhonderd tanden oplevert.

#### Postcrania

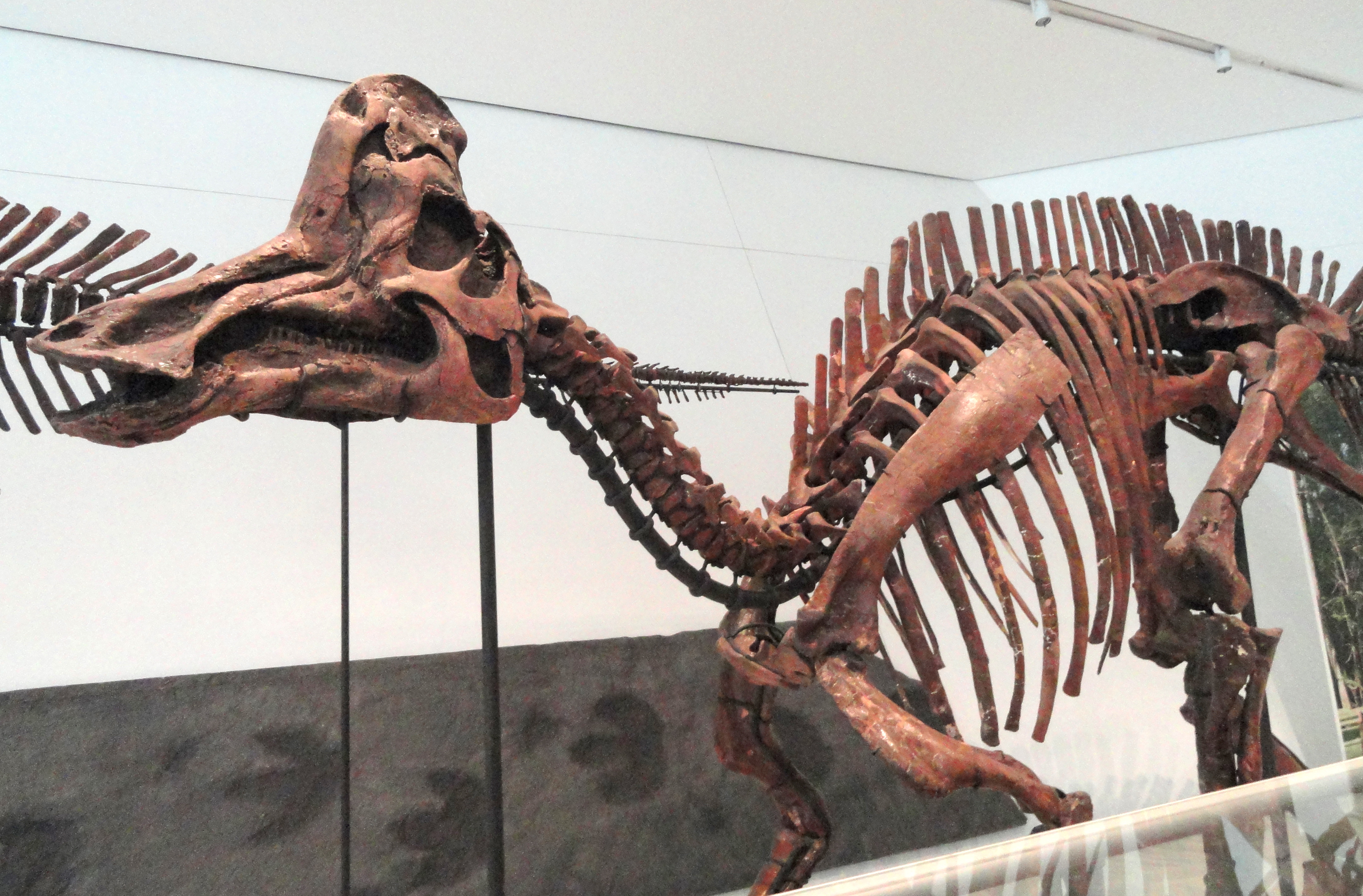
ROM 845, een skelet dat eens is toegewezen aan C. intermedius maar door Parks ook vergeleken werd met C. excavatus

De wervelkolom bestaat uit vijftien halswervels, negentien ruggenwervels, acht sacrale wervels en minstens eenenzestig staartwervels.

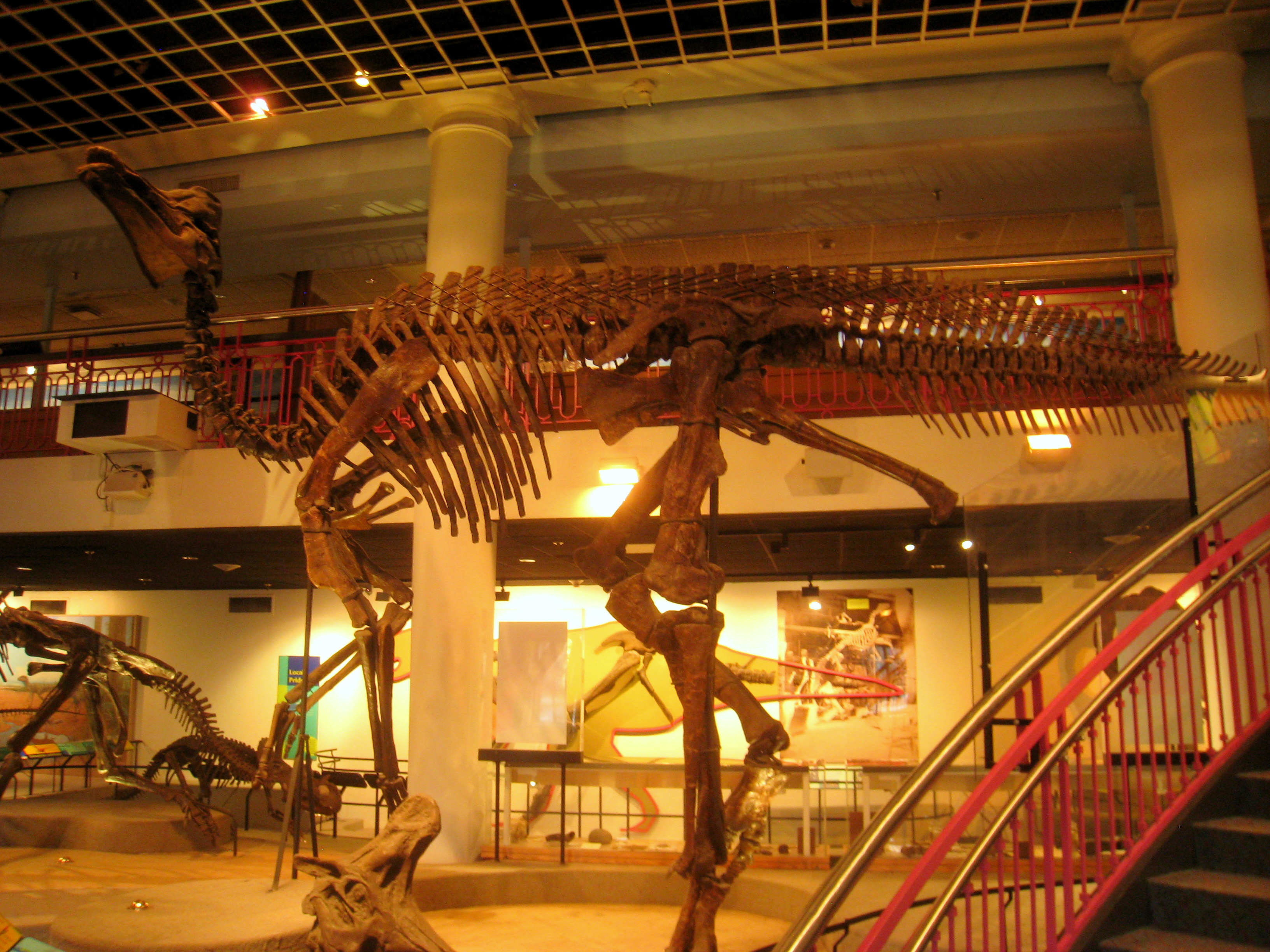
Bij Corythosaurus stak de staart recht naar achteren

De nek is matig lang en door het grote aantal wervels zeer flexibel. Er is een grote draaier aanwezig. Het voorste punt van de ruggengraat ligt laag en de nek kromt van daaruit scherp omhoog, de kop op het niveau van de heup brengend. De voorste ruggengraat is sterk naar beneden gekromd. Dit veroorzaakt een borstkas die tamelijk kort is, vooraan ondiep en achteraan hoog. De ribben en doornuitsteeksels moeten zich naar die kromming voegen en staan dus flink schuin naar achteren ten opzichte van de wervellichamen bij de voorste ruggenwervels, terwijl ze bij de achterste ruggenwervels iets naar voren hellen. De voorste doornuitsteeksels zijn smal en puntig; naar achteren toe worden ze snel langer. Ze zijn lang en in zijaanzicht breed op het midden van de rug, het hoogste punt van het dier. Hier vormden ze bij volwassen exemplaren wellicht een lage geleidelijk glooiende kam. Hier begint ook een 'latwerk' van schuine verbeende pezen die de hele wervelkolom verstijven tot en met het midden van de staart. De middenstaart begint ongeveer bij de vijftiende staartwervel waarna de wervels geen zijuitsteeksels meer hebben. De 'mummies' laten zien wat de natuurlijke houding van de staart was: recht horizontaal naar achteren uitstekend. Dat werd door Brown maar ten dele begrepen. Hij onderkende wel de verstijving maar niet dat de dieren normaliter op vier poten rondliepen, met de staart ver van de grond.
Het schouderblad is matig lang en bovenaan recht afgesneden. Het ravenbeksbeen is een korte rechthoekige structuur aan het onderste uiteinde van het schouderblad. Samen vormen ze een schoudergewricht waarop een matig lang opperarmbeen aansluit met een grote deltopectorale kam die ver naar beneden doorloopt. Het onderste deel van het opperarmbeen is veel smaller en buigt iets naar voren toe. De onderarm is lang met een rechte ellepijp en spaakbeen. De hand is kort en elegant gebouwd met een afstaande kortere vijfde vinger. Bij het lopen steunde het dier op de lichtgebouwde voorpoten.
Het bekken is langgerekt. Het darmbeen is zowel in zijaanzicht als in bovenaanzicht smal met een lipvormig omkrullende bovenrand achter het heupgewricht. Het voorblad is erg dun en recht en steekt wat schuin naar beneden toe. Het achterblad is korter en versmalt naar achteren tot een afgeronde punt. Van het schaambeen is de schacht slechts een dunne korte staaf, evenwijdig aan het zitbeen. De processus praepubicus is groot en peddelvormig, verder naar voren uitstekend dan het darmbeen. De onderste punt van de peddel reikt wat verder naar voren dan de bovenste punt. Het zitbeen steekt schuin naar achteren en beneden in een bijna horizontale positie. Het bestrijkt de onderkant van de hele staartbasis, de romp in ruime zin aanzienlijk verlengend. In zijaanzicht is het uiteinde verbreed met een afhangende punt.
Het dijbeen is erg recht en matig robuust. Het heeft een driehoekige vierde trochanter, een uitsteeksel aan de achterzijde van de schacht. Onderbeen en voet zijn kort en robuust met drie dragende tenen.

### Weke delen

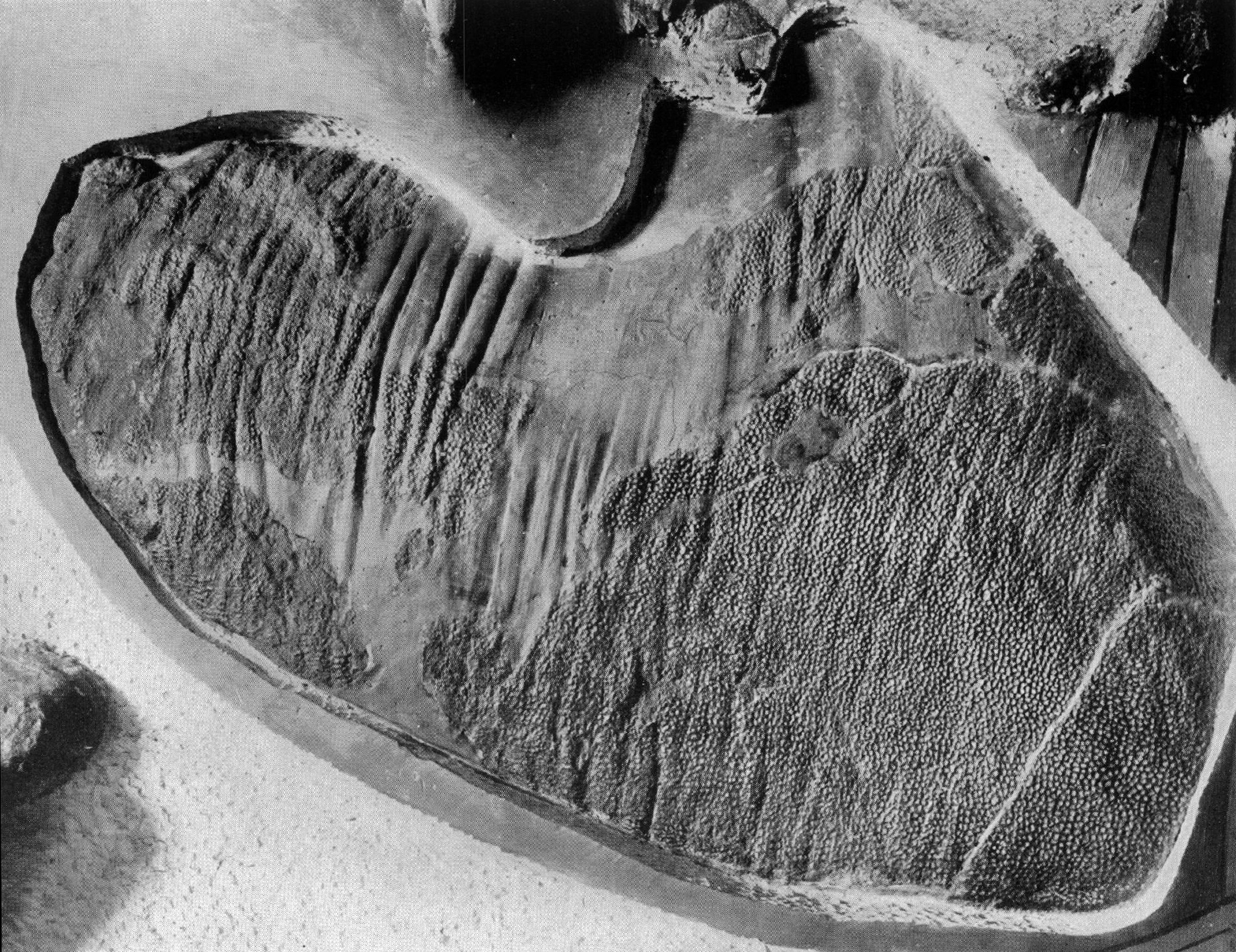
Een stuk huidafdruk van het holotype toont de typische kleine schubjes en verticale plooien

Doordat Brown een complete 'mummie' vond — de huidafdrukken van het dier in de omringende sedimentlaag zijn bewaard gebleven — noemde Gregory S. Paul Corythosaurus onder de weinige dinosauriërsoorten waarvan het uiterlijk met vijfennegentig procent nauwkeurigheid kon worden weergegeven. De afdrukken laten niet alleen de huidstructuur zien maar ook de positie van sommige spiergroepen. Brown meende dat tussen het zitbeen en de staart de musculus ischiocaudalis zichtbaar was en vlak boven het eind van het zitbeen de sluitspieren van de cloaca.
De huidafdrukken tonen over het algemeen kleine bultige niet-overlappende schubben. Over de flanken, rug en staart zijn die veelhoekig en min of meer gelijk in grootte. Er is geen speciaal patroon zichtbaar. Op de voorzijde van de rug en de achterkant van de dij zijn de schubben wat kleiner, op de staartbasis wat groter. Pantserplaten zijn afwezig. De achterkant van de buik toont enkele rijen grote verheven, kegelvormig ovale, schubben met een lengte van vierenhalve en een breedte van drie centimeter. De ovalen zijn gescheiden door kleine veelhoekige schubben. Een dergelijk patroon wordt tegenwoordig een rozet genoemd; Brown is die term onbekend. Over het midden van de staart, heup en rug liep een langwerpige huidkam met een hoogte van ongeveer vijf duim; deze heeft wat grotere schubben. Over de bovenkant van de rug liepen dunne verticale huidplooien. Op met midden van de zijkanten van de doornuitsteeksels lopen diepe verticale groeven. Volgens Paul liep de huidkam door van de rug naar de achterkant van de schedel; ook is het mogelijk dat een pees de kop in een neutrale geheven positie hield.
Onder de voeten zijn kussens zichtbaar, onder de middenvoet en de bovenste kootjes. Deze werden als zodanig door Brown herkend. Later werden ze wel gezien als een soort zwemvliezen, als teken van een zwemmende levenswijze; deze interpretatie wordt sinds de jaren zeventig verworpen. Ze dienden vermoedelijk om het gewicht beter over de grond te verdelen en om schokken op te vangen net als bij zware zoogdieren. De voetkussens zijn bedekt door afgevlakte veelhoekige schubben.
Hoewel de volwassen dieren kennelijk helemaal met schubben bedekt waren, is het mogelijk dat de jongen een, wellicht gedeeltelijk, kleed hadden van primitieve veren of haren, om als kleine warmbloedige dieren warm te blijven. Zulke structuren zijn aangetroffen bij de kleine euornithopode Kulindadromeus.

## Fylogenie

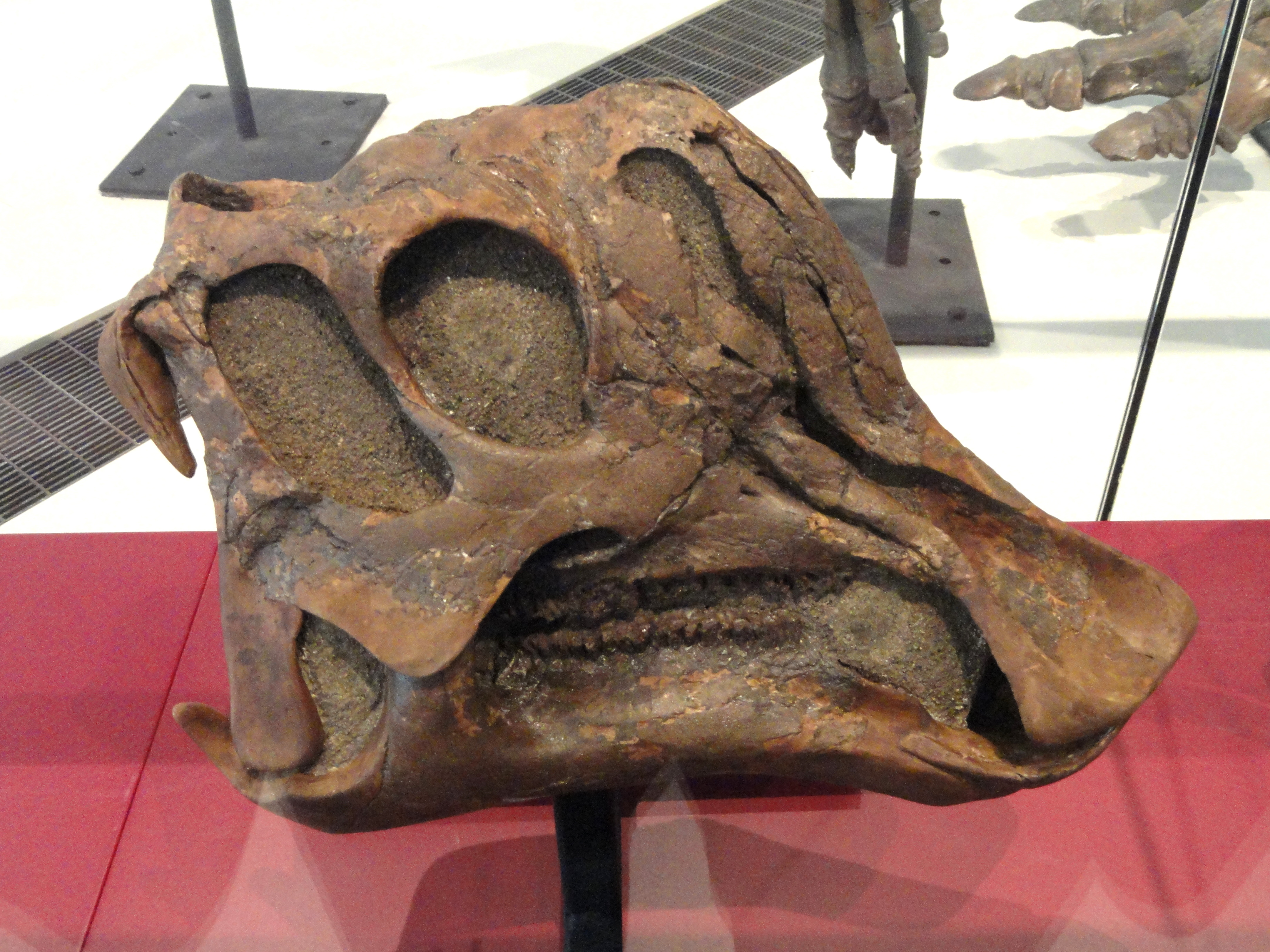
ROM 759, het holotype van Tetragonosaurus erectofrons, in feite een jong van Corythosaurus

Brown bracht Corythosaurus in 1914 in de Trachodontidae onder. Lori Shano Russell maakte daar in 1930 de Hadrosauridae van, in het Nederlands ook wel bekend als 'eendesnaveldinosauriërs', de Spoonbill Dinosaurs — dus eigenlijk de 'lepelaarsnaveldinosauriërs'. Daarbinnen is het meer bepaald een lid van de Lambeosaurinae.
Het volgende kladogram toont een mogelijke positie van Corythosaurus in de evolutionaire stamboom. In de analyse werden C. casuarius en C. intermedius als aparte taxa ingevoerd, als zogenaamde Operational Taxonomic Units.
|  | Sahaliyania |
|  |             |
|  | Amurosaurus |
|  |             |

|  | Lambeosaurus magnicristatus |
|  |                             |
|  | Lambeosaurus lambei         |
|  |                             |

|  | Hypacrosaurus altispinus |
|  |                          |
|  | Hypacrosaurus stebingeri |
|  |                          |

|  | Corythosaurus casuarius   |
|  |                           |
|  | Corythosaurus intermedius |
|  |                           |

|  | Hypacrosaurus altispinus |
|  |                          |
|  | Hypacrosaurus stebingeri |
|  |                          |

|  | Corythosaurus casuarius   |
|  |                           |
|  | Corythosaurus intermedius |
|  |                           |

|  | Hypacrosaurus altispinus |
|  |                          |
|  | Hypacrosaurus stebingeri |
|  |                          |

|  | Corythosaurus casuarius   |
|  |                           |
|  | Corythosaurus intermedius |
|  |                           |

|  | Hypacrosaurus altispinus |
|  |                          |
|  | Hypacrosaurus stebingeri |
|  |                          |

|  | Corythosaurus casuarius   |
|  |                           |
|  | Corythosaurus intermedius |
|  |                           |

|  | Hypacrosaurus altispinus |
|  |                          |
|  | Hypacrosaurus stebingeri |
|  |                          |

|  | Corythosaurus casuarius   |
|  |                           |
|  | Corythosaurus intermedius |
|  |                           |

|  | Hypacrosaurus altispinus |
|  |                          |
|  | Hypacrosaurus stebingeri |
|  |                          |

|  | Corythosaurus casuarius   |
|  |                           |
|  | Corythosaurus intermedius |
|  |                           |

|  | Hypacrosaurus altispinus |
|  |                          |
|  | Hypacrosaurus stebingeri |
|  |                          |

|  | Corythosaurus casuarius   |
|  |                           |
|  | Corythosaurus intermedius |
|  |                           |

|  | Hypacrosaurus altispinus |
|  |                          |
|  | Hypacrosaurus stebingeri |
|  |                          |

|  | Corythosaurus casuarius   |
|  |                           |
|  | Corythosaurus intermedius |
|  |                           |

|  | Lambeosaurus magnicristatus |
|  |                             |
|  | Lambeosaurus lambei         |
|  |                             |

|  | Hypacrosaurus altispinus |
|  |                          |
|  | Hypacrosaurus stebingeri |
|  |                          |

|  | Corythosaurus casuarius   |
|  |                           |
|  | Corythosaurus intermedius |
|  |                           |

|  | Hypacrosaurus altispinus |
|  |                          |
|  | Hypacrosaurus stebingeri |
|  |                          |

|  | Corythosaurus casuarius   |
|  |                           |
|  | Corythosaurus intermedius |
|  |                           |

|  | Hypacrosaurus altispinus |
|  |                          |
|  | Hypacrosaurus stebingeri |
|  |                          |

|  | Corythosaurus casuarius   |
|  |                           |
|  | Corythosaurus intermedius |
|  |                           |

|  | Hypacrosaurus altispinus |
|  |                          |
|  | Hypacrosaurus stebingeri |
|  |                          |

|  | Corythosaurus casuarius   |
|  |                           |
|  | Corythosaurus intermedius |
|  |                           |

|  | Hypacrosaurus altispinus |
|  |                          |
|  | Hypacrosaurus stebingeri |
|  |                          |

|  | Corythosaurus casuarius   |
|  |                           |
|  | Corythosaurus intermedius |
|  |                           |

|  | Hypacrosaurus altispinus |
|  |                          |
|  | Hypacrosaurus stebingeri |
|  |                          |

|  | Corythosaurus casuarius   |
|  |                           |
|  | Corythosaurus intermedius |
|  |                           |

|  | Hypacrosaurus altispinus |
|  |                          |
|  | Hypacrosaurus stebingeri |
|  |                          |

|  | Corythosaurus casuarius   |
|  |                           |
|  | Corythosaurus intermedius |
|  |                           |

|  | Hypacrosaurus altispinus |
|  |                          |
|  | Hypacrosaurus stebingeri |
|  |                          |

|  | Corythosaurus casuarius   |
|  |                           |
|  | Corythosaurus intermedius |
|  |                           |

|  | Sahaliyania |
|  |             |
|  | Amurosaurus |
|  |             |

|  | Lambeosaurus magnicristatus |
|  |                             |
|  | Lambeosaurus lambei         |
|  |                             |

|  | Hypacrosaurus altispinus |
|  |                          |
|  | Hypacrosaurus stebingeri |
|  |                          |

|  | Corythosaurus casuarius   |
|  |                           |
|  | Corythosaurus intermedius |
|  |                           |

|  | Hypacrosaurus altispinus |
|  |                          |
|  | Hypacrosaurus stebingeri |
|  |                          |

|  | Corythosaurus casuarius   |
|  |                           |
|  | Corythosaurus intermedius |
|  |                           |

|  | Hypacrosaurus altispinus |
|  |                          |
|  | Hypacrosaurus stebingeri |
|  |                          |

|  | Corythosaurus casuarius   |
|  |                           |
|  | Corythosaurus intermedius |
|  |                           |

|  | Hypacrosaurus altispinus |
|  |                          |
|  | Hypacrosaurus stebingeri |
|  |                          |

|  | Corythosaurus casuarius   |
|  |                           |
|  | Corythosaurus intermedius |
|  |                           |

|  | Hypacrosaurus altispinus |
|  |                          |
|  | Hypacrosaurus stebingeri |
|  |                          |

|  | Corythosaurus casuarius   |
|  |                           |
|  | Corythosaurus intermedius |
|  |                           |

|  | Hypacrosaurus altispinus |
|  |                          |
|  | Hypacrosaurus stebingeri |
|  |                          |

|  | Corythosaurus casuarius   |
|  |                           |
|  | Corythosaurus intermedius |
|  |                           |

|  | Hypacrosaurus altispinus |
|  |                          |
|  | Hypacrosaurus stebingeri |
|  |                          |

|  | Corythosaurus casuarius   |
|  |                           |
|  | Corythosaurus intermedius |
|  |                           |

|  | Hypacrosaurus altispinus |
|  |                          |
|  | Hypacrosaurus stebingeri |
|  |                          |

|  | Corythosaurus casuarius   |
|  |                           |
|  | Corythosaurus intermedius |
|  |                           |

|  | Lambeosaurus magnicristatus |
|  |                             |
|  | Lambeosaurus lambei         |
|  |                             |

|  | Hypacrosaurus altispinus |
|  |                          |
|  | Hypacrosaurus stebingeri |
|  |                          |

|  | Corythosaurus casuarius   |
|  |                           |
|  | Corythosaurus intermedius |
|  |                           |

|  | Hypacrosaurus altispinus |
|  |                          |
|  | Hypacrosaurus stebingeri |
|  |                          |

|  | Corythosaurus casuarius   |
|  |                           |
|  | Corythosaurus intermedius |
|  |                           |

|  | Hypacrosaurus altispinus |
|  |                          |
|  | Hypacrosaurus stebingeri |
|  |                          |

|  | Corythosaurus casuarius   |
|  |                           |
|  | Corythosaurus intermedius |
|  |                           |

|  | Hypacrosaurus altispinus |
|  |                          |
|  | Hypacrosaurus stebingeri |
|  |                          |

|  | Corythosaurus casuarius   |
|  |                           |
|  | Corythosaurus intermedius |
|  |                           |

|  | Hypacrosaurus altispinus |
|  |                          |
|  | Hypacrosaurus stebingeri |
|  |                          |

|  | Corythosaurus casuarius   |
|  |                           |
|  | Corythosaurus intermedius |
|  |                           |

|  | Hypacrosaurus altispinus |
|  |                          |
|  | Hypacrosaurus stebingeri |
|  |                          |

|  | Corythosaurus casuarius   |
|  |                           |
|  | Corythosaurus intermedius |
|  |                           |

|  | Hypacrosaurus altispinus |
|  |                          |
|  | Hypacrosaurus stebingeri |
|  |                          |

|  | Corythosaurus casuarius   |
|  |                           |
|  | Corythosaurus intermedius |
|  |                           |

|  | Hypacrosaurus altispinus |
|  |                          |
|  | Hypacrosaurus stebingeri |
|  |                          |

|  | Corythosaurus casuarius   |
|  |                           |
|  | Corythosaurus intermedius |
|  |                           |

|  | Sahaliyania |
|  |             |
|  | Amurosaurus |
|  |             |

|  | Lambeosaurus magnicristatus |
|  |                             |
|  | Lambeosaurus lambei         |
|  |                             |

|  | Hypacrosaurus altispinus |
|  |                          |
|  | Hypacrosaurus stebingeri |
|  |                          |

|  | Corythosaurus casuarius   |
|  |                           |
|  | Corythosaurus intermedius |
|  |                           |

|  | Hypacrosaurus altispinus |
|  |                          |
|  | Hypacrosaurus stebingeri |
|  |                          |

|  | Corythosaurus casuarius   |
|  |                           |
|  | Corythosaurus intermedius |
|  |                           |

|  | Hypacrosaurus altispinus |
|  |                          |
|  | Hypacrosaurus stebingeri |
|  |                          |

|  | Corythosaurus casuarius   |
|  |                           |
|  | Corythosaurus intermedius |
|  |                           |

|  | Hypacrosaurus altispinus |
|  |                          |
|  | Hypacrosaurus stebingeri |
|  |                          |

|  | Corythosaurus casuarius   |
|  |                           |
|  | Corythosaurus intermedius |
|  |                           |

|  | Hypacrosaurus altispinus |
|  |                          |
|  | Hypacrosaurus stebingeri |
|  |                          |

|  | Corythosaurus casuarius   |
|  |                           |
|  | Corythosaurus intermedius |
|  |                           |

|  | Hypacrosaurus altispinus |
|  |                          |
|  | Hypacrosaurus stebingeri |
|  |                          |

|  | Corythosaurus casuarius   |
|  |                           |
|  | Corythosaurus intermedius |
|  |                           |

|  | Hypacrosaurus altispinus |
|  |                          |
|  | Hypacrosaurus stebingeri |
|  |                          |

|  | Corythosaurus casuarius   |
|  |                           |
|  | Corythosaurus intermedius |
|  |                           |

|  | Hypacrosaurus altispinus |
|  |                          |
|  | Hypacrosaurus stebingeri |
|  |                          |

|  | Corythosaurus casuarius   |
|  |                           |
|  | Corythosaurus intermedius |
|  |                           |

|  | Lambeosaurus magnicristatus |
|  |                             |
|  | Lambeosaurus lambei         |
|  |                             |

|  | Hypacrosaurus altispinus |
|  |                          |
|  | Hypacrosaurus stebingeri |
|  |                          |

|  | Corythosaurus casuarius   |
|  |                           |
|  | Corythosaurus intermedius |
|  |                           |

|  | Hypacrosaurus altispinus |
|  |                          |
|  | Hypacrosaurus stebingeri |
|  |                          |

|  | Corythosaurus casuarius   |
|  |                           |
|  | Corythosaurus intermedius |
|  |                           |

|  | Hypacrosaurus altispinus |
|  |                          |
|  | Hypacrosaurus stebingeri |
|  |                          |

|  | Corythosaurus casuarius   |
|  |                           |
|  | Corythosaurus intermedius |
|  |                           |

|  | Hypacrosaurus altispinus |
|  |                          |
|  | Hypacrosaurus stebingeri |
|  |                          |

|  | Corythosaurus casuarius   |
|  |                           |
|  | Corythosaurus intermedius |
|  |                           |

|  | Hypacrosaurus altispinus |
|  |                          |
|  | Hypacrosaurus stebingeri |
|  |                          |

|  | Corythosaurus casuarius   |
|  |                           |
|  | Corythosaurus intermedius |
|  |                           |

|  | Hypacrosaurus altispinus |
|  |                          |
|  | Hypacrosaurus stebingeri |
|  |                          |

|  | Corythosaurus casuarius   |
|  |                           |
|  | Corythosaurus intermedius |
|  |                           |

|  | Hypacrosaurus altispinus |
|  |                          |
|  | Hypacrosaurus stebingeri |
|  |                          |

|  | Corythosaurus casuarius   |
|  |                           |
|  | Corythosaurus intermedius |
|  |                           |

|  | Hypacrosaurus altispinus |
|  |                          |
|  | Hypacrosaurus stebingeri |
|  |                          |

|  | Corythosaurus casuarius   |
|  |                           |
|  | Corythosaurus intermedius |
|  |                           |

|  | Sahaliyania |
|  |             |
|  | Amurosaurus |
|  |             |

|  | Lambeosaurus magnicristatus |
|  |                             |
|  | Lambeosaurus lambei         |
|  |                             |

|  | Hypacrosaurus altispinus |
|  |                          |
|  | Hypacrosaurus stebingeri |
|  |                          |

|  | Corythosaurus casuarius   |
|  |                           |
|  | Corythosaurus intermedius |
|  |                           |

|  | Hypacrosaurus altispinus |
|  |                          |
|  | Hypacrosaurus stebingeri |
|  |                          |

|  | Corythosaurus casuarius   |
|  |                           |
|  | Corythosaurus intermedius |
|  |                           |

|  | Hypacrosaurus altispinus |
|  |                          |
|  | Hypacrosaurus stebingeri |
|  |                          |

|  | Corythosaurus casuarius   |
|  |                           |
|  | Corythosaurus intermedius |
|  |                           |

|  | Hypacrosaurus altispinus |
|  |                          |
|  | Hypacrosaurus stebingeri |
|  |                          |

|  | Corythosaurus casuarius   |
|  |                           |
|  | Corythosaurus intermedius |
|  |                           |

|  | Hypacrosaurus altispinus |
|  |                          |
|  | Hypacrosaurus stebingeri |
|  |                          |

|  | Corythosaurus casuarius   |
|  |                           |
|  | Corythosaurus intermedius |
|  |                           |

|  | Hypacrosaurus altispinus |
|  |                          |
|  | Hypacrosaurus stebingeri |
|  |                          |

|  | Corythosaurus casuarius   |
|  |                           |
|  | Corythosaurus intermedius |
|  |                           |

|  | Hypacrosaurus altispinus |
|  |                          |
|  | Hypacrosaurus stebingeri |
|  |                          |

|  | Corythosaurus casuarius   |
|  |                           |
|  | Corythosaurus intermedius |
|  |                           |

|  | Hypacrosaurus altispinus |
|  |                          |
|  | Hypacrosaurus stebingeri |
|  |                          |

|  | Corythosaurus casuarius   |
|  |                           |
|  | Corythosaurus intermedius |
|  |                           |

|  | Lambeosaurus magnicristatus |
|  |                             |
|  | Lambeosaurus lambei         |
|  |                             |

|  | Hypacrosaurus altispinus |
|  |                          |
|  | Hypacrosaurus stebingeri |
|  |                          |

|  | Corythosaurus casuarius   |
|  |                           |
|  | Corythosaurus intermedius |
|  |                           |

|  | Hypacrosaurus altispinus |
|  |                          |
|  | Hypacrosaurus stebingeri |
|  |                          |

|  | Corythosaurus casuarius   |
|  |                           |
|  | Corythosaurus intermedius |
|  |                           |

|  | Hypacrosaurus altispinus |
|  |                          |
|  | Hypacrosaurus stebingeri |
|  |                          |

|  | Corythosaurus casuarius   |
|  |                           |
|  | Corythosaurus intermedius |
|  |                           |

|  | Hypacrosaurus altispinus |
|  |                          |
|  | Hypacrosaurus stebingeri |
|  |                          |

|  | Corythosaurus casuarius   |
|  |                           |
|  | Corythosaurus intermedius |
|  |                           |

|  | Hypacrosaurus altispinus |
|  |                          |
|  | Hypacrosaurus stebingeri |
|  |                          |

|  | Corythosaurus casuarius   |
|  |                           |
|  | Corythosaurus intermedius |
|  |                           |

|  | Hypacrosaurus altispinus |
|  |                          |
|  | Hypacrosaurus stebingeri |
|  |                          |

|  | Corythosaurus casuarius   |
|  |                           |
|  | Corythosaurus intermedius |
|  |                           |

|  | Hypacrosaurus altispinus |
|  |                          |
|  | Hypacrosaurus stebingeri |
|  |                          |

|  | Corythosaurus casuarius   |
|  |                           |
|  | Corythosaurus intermedius |
|  |                           |

|  | Hypacrosaurus altispinus |
|  |                          |
|  | Hypacrosaurus stebingeri |
|  |                          |

|  | Corythosaurus casuarius   |
|  |                           |
|  | Corythosaurus intermedius |
|  |                           |

## Levenswijze
Corythosaurus leefde in een habitat met vrij natte bossen en kustmoerassen, warm in de zomer en koel in de winter. In de Oldmanformatie leefde hij samen met de theropoden Daspletosaurus en Saurornitholestes, de hadrosauriden Brachylophosaurus, Gryposaurus en Parasaurolophus, de ankylosauride Scolosaurus, en de ceratopiërs Coronosaurus en Chasmosaurus. Alleen Daspletosaurus was groot genoeg om hem te bejagen. In de onderste Dinosaur Park Formation was Gorgosaurus de apexpredator. Planteneters uit dat leefgebied waren verder de ceratopiërs Centrosaurus en Chasmosaurus, en de ankylosauriërs Edmontonia, Dyoplosaurus, Panoplosaurus en Euoplocephalus.
In 1995 werd de maaginhoud van specimen RTMP 80.40.1 beschreven. Deze bestond uit takjes en steeltjes van naaktzadigen en bedektzadigen, bast, zaden en houtskool. Dit resultaat bevestigt dat hadrosauriden voornamelijk landplanten aten.